# ديتر كوتيش
ديتر كوتيش (بالألمانية: Dieter Kottysch)‏ (30 يونيو 1943 – 9 أبريل 2017) هو ملاكم ألماني راحل، مثّل بلاده في الألعاب الأولمبية الصيفية 1972 وحقق الميدالية الذهبية في فئة الوزن المتوسط الخفيف.

## روابط خارجية
ديتر كوتيش على موقع اللجنة الأولمبية الدولية (الإنجليزية)
- ديتر كوتيش على موقع أوليمبيديا (الإنجليزية)